# Protoribates sangumburiensis
Protoribates sangumburiensis är en kvalsterart som först beskrevs av Choi 1996.  Protoribates sangumburiensis ingår i släktet Protoribates och familjen Protoribatidae. Inga underarter finns listade i Catalogue of Life.